# Centaurea inermis
Centaurea inermis — вид рослин роду волошка (Centaurea), з родини айстрових (Asteraceae).

## Середовище проживання
Поширений у Туреччині й Болгарії.